# Войку, Штефан
Штефан Войку (настоящее имя и фамилия – Аурел Ротенберг) (рум. Ștefan Voicu; 9 января 1906, Бухарест, Королевство Румыния – 1992, Бухарест, Румыния) – румынский коммунистический политик, журналист, редактор, член Коммунистической партии Румынии (ПКР). Член ЦК ПКР (1960—1984), депутат Великого Национального Собрания Румынии (1961—1985). 
Герой Социалистической Республики Румыния (1970).

## Биография
Еврейского происхождения. Член  Румынской коммунистической партии с 1932 года. За коммунистическую деятельность подвергался преследованиям властей. В июне 1940 был арестован и помещён в концентрационный лагерь для евреев и антифашистов Тыргу-Жиу.
С 8 сентября 1942 по 23 августа 1944 года сидел в лагере Вапнярка в Приднестровье. 
После прихода к власти коммунистов в 1948 году был назначен заместителем редактора газеты «Скынтея» («Искра»), печатного органа Компартии Румынии.
С 1 июня 1948 года — президент союза профессиональных журналистов.
С 28 декабря 1955 по 25 июня 1960 года — кандидат в члены центрального комитета коммунистической партии Румынии.  С 25 июня 1960 по 22 ноября 1984 года  — член ЦК КПР. 
С 5 марта 1961 по 17 марта 1985 года — депутат Великого Национального собрания Румынии.
В 1962-1974 годах работал главным редактором коммунистических журналов  «Lupta de clasa» и «Era Socialista». 
Был членом Румынского национального совета по телерадиовещанию, вице-президентом Академии социальных и политических наук СРР.